# 鯊魚級潛艇 (意大利海軍)
鯊魚級潛艇（意大利文：Squalo）是意大利皇家海軍的潛艇，她們在蒙法爾科內的亞德里亞造船廠（CRDA）建造，由古力奧·贝尔纳迪斯（Curio Bernardis）負責設計。

## 建造構思
鯊魚級潛艇基本上是前級，也就是邦迪埃拉級潛艇的複製版，但他們明白邦迪埃拉級潛艇具有穩定性和適航性方面的問題，所以要求設計方在鯊魚級的船體上解決這些問題。結果就是使他們在水面上有920公噸排水量和水下有1,125公噸排水量，艦體長 69.8 米，寬 7.21 米，吃水 5.19 米，本級較前級寬扁，且下沉有變重。本級的平時潛水深度為 90 米。此外，艦上配有 53 名官兵。
對於水面航行，本級由兩座1,500制動馬力（1,119 千瓦）的柴油發動機提供動力，每座發動機都藉由传动轴驅動一軸螺旋槳。當下潛時，每軸螺旋槳改由一軸 650 制動馬力（485 千瓦）的馬達驅動。本級能在水面上可以達到 15.1節，在水下可以達到 8 節的航速。因為本級的定位是近海潛艇，所以鯊魚級在水面上的經濟航速，能航行 5,650海里（10,460 公里是），此時航速 8 節；在水下，航程為 100 海里（190 公里），但是航速僅有3節（5.6 公里/小時）。雖然較上級而言航速沒變快，然而航程卻相對變長許多。
至於武裝，本級配備8管533毫米魚雷發射管，船頭和船尾各 4 個。他們一共攜帶了十二枚魚雷。此外，武裝的部分還配備了一門1914年式35倍徑102 毫米甲板炮，用於在水面作戰。他們的防空武器由兩挺13.2 毫米機槍組成。

## 同級艦
| 舰名         | 建造商         | 開工日         | 下水日        | 服役日         | 結局                                 |
| ------------ | -------------- | -------------- | ------------- | -------------- | ------------------------------------ |
| 鯨魚號潛艇   | 亞德里亞造船廠 | 1928年10月27日 | 1930年4月27日 | 1931年6月19日  | 1943年3月23日， 與護衛船相撞後沉沒。 |
| 一角鯨號潛艇 | 亞德里亞造船廠 | 1928年10月17日 | 1930年3月15日 | 1931年12月6日  | 1943年1月14日， 被皇家海軍擊沉。     |
| 鯊魚號潛艇   | 亞德里亞造船廠 | 1928年10月10日 | 1930年1月15日 | 1931年10月10日 | 1948年2月1日拆除。                   |
| 海象號潛艇   | 亞德里亞造船廠 | 1928年11月10日 | 1930年9月11日 | 1931年6月25日  | 1942年3月18日， 被英軍潛艇擊沉。     |

## 資料來源
- Bagnasco, Erminio. . Annapolis, Maryland: Naval Institute Press. 1977. ISBN 0-87021-962-6.
- Brescia, Maurizio. . Annapolis, Maryland: Naval Institute Press. 2012. ISBN 978-1-59114-544-8.
- Chesneau, Roger (编). . Greenwich, UK: Conway Maritime Press. 1980. ISBN 0-85177-146-7.
- Fraccaroli, Aldo. . Shepperton, UK: Ian Allan. 1968. ISBN 0-7110-0002-6.
- Frank, Willard C., Jr. . Warship International. 1989, XXVI (1): 95–97. ISSN 0043-0374.
- Rohwer, Jürgen.  Third Revised. Annapolis, Maryland: Naval Institute Press. 2005. ISBN 1-59114-119-2.

## 外部連結
- Sommergibile "DELFINO" (2°) （页面存档备份，存于）
- Classe Squalo （页面存档备份，存于） Marina Militare website